# Салустио Малатеста
Салустио Малатеста (на италиански: Sallustio Malatesta; * 1450, † 8 август 1470, Римини) е италиански благородник от рода Малатеста, наследник на Римини и на Фано.

## Произход
Той е извънбрачен син на Сиджизмондо Пандолфо Малатеста (* 1417, † 1468), господар на Римини и на Фано, и на метресата му Ванета Тоски от Фано (* 1419, † 1475). Узаконен е на 31 август 1450 г. от папа Николай V. Има един брат:
- Роберто Великолепни (* 1440 или 1442, † 1482), кондотиер, господар на Римини (1468–1482), съпруг на Елизабета да Монтефелтро

Има множество природени братя и сестри: от първия брат на баща си един полубрат, от втория брак – един полубрат и една полусестра, от третия брак – един полубрат и две полусестри, и от негови извънбрачни връзки – трима полубратя и пет полусестри.

## Биография
Любимец е на мащехата си Изота дели Ати сред другите извънбрачни деца на съпруга ѝ. Тя подтиква баща му да го номинира за свой наследник и изглежда, че изборът е искан от папа Павел II.
След смъртта на Сиджизмондо Пандолфо през 1468 г. Роберто, брат на Салустио, се противопоставя на решенията на баща им, за да остане единствен господар, и през 1470 г. нарежда Салустио да бъде убит. Същата съдба сполетява и природения им брат Валерио Галеото, убит през ноември същата година. Роберто кара да оставят трупа на 20-годишния Салустио  пред дома на сем. Маркезели. С жена от семейството Салустио е имал връзка: народният гняв първоначално се излизва върху Джовани Маркезели, но впоследствие братоубиството става известно.